# Bradyidius luluae
Bradyidius luluae är en kräftdjursart som beskrevs av K.R.E. Grice 1973. Bradyidius luluae ingår i släktet Bradyidius och familjen Aetideidae. Inga underarter finns listade i Catalogue of Life.